# Gora Nadkarovaja
Gora Nadkarovaja (englische Transkription von russisch Гора Надкаровая Gora Nadkarowaja, deutsch ‚Überhängender Berg‘) ist ein Nunatak im ostantarktischen Mac-Robertson-Land. Er ragt südwestlich des Fisher-Massivs in den Prince Charles Mountains auf.
Russische Wissenschaftler benannten ihn.